# Lygumai
 Lygumai est un village de l'Apskritis de Šiauliai en Lituanie. En 2001, sa population est de 664 habitants.

## Histoire
Au début d'août 1941, la communauté juive de la ville est assassinée par un einsatzgruppen composé d'allemands et de nationalistes lituaniens. On compte dans les victimes 70 à 80 hommes et plus d'une centaine de femmes et enfants.